# 安卡拉的狄奥多图斯 (主教)
安卡拉的狄奥多图斯（英語：Saint Theodotus of Ancyra，约活动于公元5世纪前后），古罗马神学家。曾經担任安卡拉主教，在公元431年的以弗所会议上因为坚持教义而闻名。他的著作是后世学者研究公元5世纪宗教相关庆典的可靠史料。